# Frauke Petry

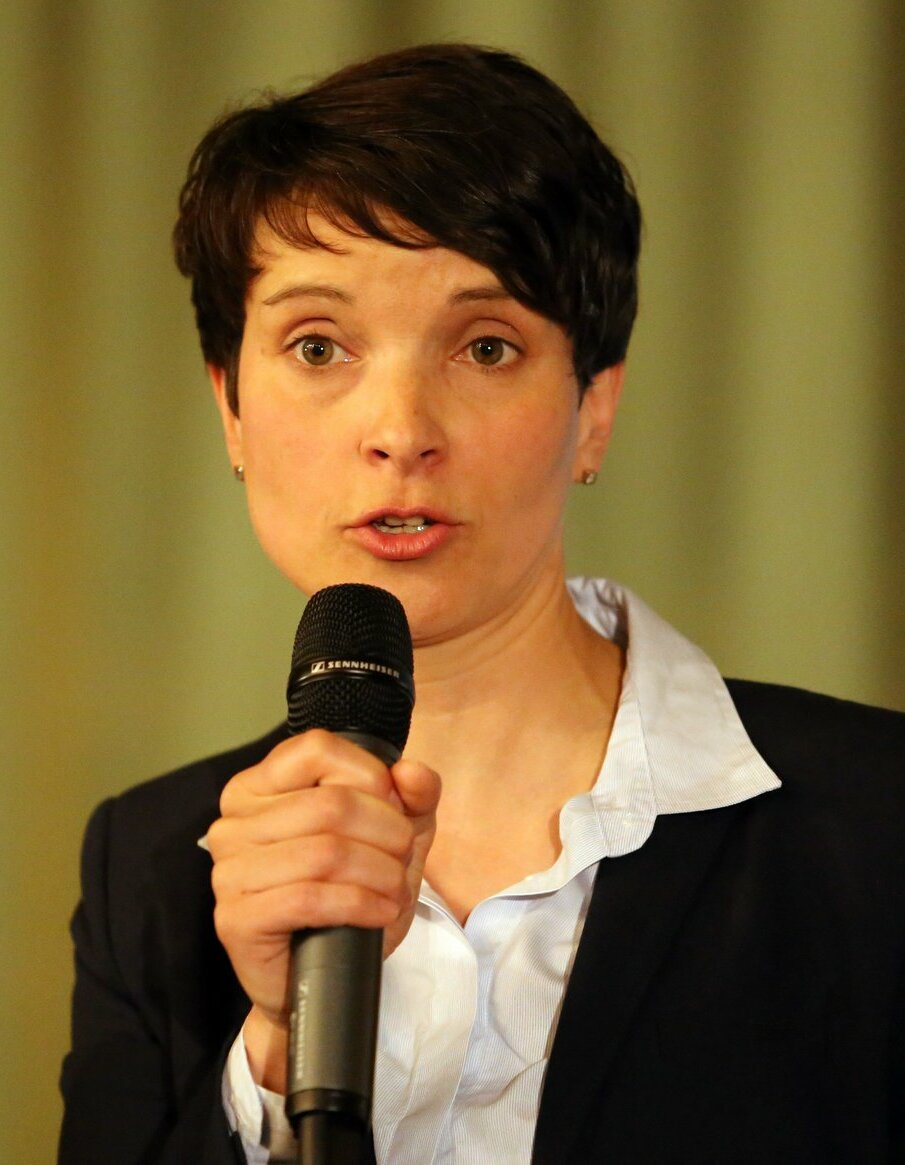
Frauke Petry (2016)

Frauke Petry (* 1. Juni 1975 in Dresden als Frauke Marquardt) ist eine deutsche ehemalige Politikerin (parteilos, vormals AfD, Die blaue Partei). Vor ihrer politischen Tätigkeit war die Chemikerin auch als Unternehmerin tätig.
2013 wurde Petry einer von drei Parteisprechern der AfD und Vorsitzende der AfD Sachsen. Im Juli 2015 wurde Petry nach einem innerparteilichen Machtkampf gegen Bernd Lucke als eine von zwei Bundessprechern wiedergewählt. Mit der Landtagswahl in Sachsen 2014 wurde sie Mitglied des Sächsischen Landtags.
Bei der Bundestagswahl 2017 errang sie für die AfD das Direktmandat im Bundestagswahlkreis Sächsische Schweiz – Osterzgebirge. Einen Tag nach der Bundestagswahl 2017 teilte sie zu Beginn der Bundespressekonferenz überraschend mit, sie werde der AfD-Bundestagsfraktion nicht angehören. Ende September 2017 trat sie aus der AfD aus, nachdem sie bereits vor der Bundestagswahl die Gründung einer neuen Partei (Die blaue Partei) initiiert hatte. Nach ihrem AfD-Parteiaustritt nahm sie – nunmehr als fraktionslose Abgeordnete – zunächst beide Mandate und nach der Landtagswahl in Sachsen 2019 nur noch ihr Bundestagsmandat wahr. Mit Ablauf der 19. Legislaturperiode schied sie 2021 aus dem Deutschen Bundestag aus.

## Leben

### Herkunft und Familie
Petry wurde als Tochter einer Chemikerin und eines Ingenieurs in Dresden geboren und wuchs bis 1989 in Schwarzheide, Kreis Senftenberg im Bezirk Cottbus auf. Ihr Vater musste als Kind aus Schlesien flüchten. Er blieb Anfang 1989 anlässlich eines Besuchs in der Bundesrepublik; ihre Mutter und sie zogen noch vor dem Fall der Mauer 1989 nach Bergkamen (bei Dortmund) nach.
Bis Mitte 2015 war sie mit dem evangelischen Pfarrer Sven Petry in Tautenhain verheiratet, mit dem sie vier Kinder hat. Im Dezember 2016 heiratete Petry den damaligen nordrhein-westfälischen AfD-Landesvorsitzenden Marcus Pretzell. Sie haben seit Mai 2017 einen gemeinsamen Sohn und seit Mai 2019 eine gemeinsame Tochter. Sie lebt mit ihrer Familie im sächsischen Delitzsch.

### Ausbildung, Studium und wissenschaftliche Tätigkeit
Petry legte 1995 das Abitur am Städtischen Gymnasium von Bergkamen ab, wo einer ihrer Lehrer der Schriftsteller Heinrich Peuckmann war. Danach studierte sie als Stipendiatin der Studienstiftung des deutschen Volkes von 1995 bis 1998 Chemie an der englischen University of Reading  bis zum Bachelor of Science und anschließend von 1998 bis 2000 an der Georg-August-Universität Göttingen bis zum Diplom. Während des Studiums arbeitete sie als Werkstudentin bei der Schering AG und der Bayer AG.
Von 1998 bis 2001 war Petry Vorstandsmitglied des Jungchemikerforums der Gesellschaft Deutscher Chemiker, von 1998 bis 1999 dessen Bundessprecherin.
2004 wurde Petry bei Georg-Friedrich Kahl und Karen Hirsch-Ernst am Göttinger Institut für Pharmakologie und Toxikologie mit der Dissertation Charakterisierung eines neuen ATP-binding-cassette-Transporters aus der ABCA-Subfamilie mit magna cum laude promoviert. Danach war sie wissenschaftliche Mitarbeiterin in der  Forschungseinrichtung und Postdoktorandin am Institut für Humangenetik. In dieser Zeit veröffentlichte sie mehrere Aufsätze in Fachzeitschriften.
Petry ließ sich zur nebenberuflichen Organistin und Chorleiterin ausbilden. Sie war von 2008 bis 2014 Mitglied des Leipziger Vocalensembles.

### Unternehmerin
Petry gründete im März 2007 das Unternehmen PURinvent GmbH in Leipzig-Plagwitz, das einen neuartigen Polyurethan-Kunststoff (HydroPUR) als Reifendichtmittel herstellte. Das Unternehmen hatte zeitweise zehn Mitarbeiter. Die Idee ging auf ihre Mutter zurück, die zusammen mit Petry Erfinderin ist: „Neuartige hoch wasserhaltige Polyurethane, Verfahren zu ihrer Herstellung und Anwendung“ (EP 2 057 233). Petry erhielt für ihre innovative Unternehmensgründung einige Auszeichnungen, unter anderem im November 2009 den Darboven IDEE-Förderpreis (dotiert mit 75.000 Euro) und im Herbst 2012 die Verdienstmedaille des Verdienstordens der Bundesrepublik Deutschland. Petry investierte etwa eine Million Euro in das Unternehmen: eigenes Geld, Preisgelder von Auszeichnungen und Kredite.
Ende 2013 musste Petry für das Unternehmen Insolvenz beantragen und anschließend in die Privatinsolvenz gehen, weil sie persönlich bei dem PURinvent finanzierenden Kreditinstitut gebürgt hatte und deswegen für die Unternehmensverbindlichkeiten in Anspruch genommen wurde. Das Unternehmen wurde 2014 von einem süddeutschen Investorenkonsortium erworben und in Bindur GmbH umbenannt. Der Geschäftsbetrieb wurde aufrechterhalten. Petry war im neuen Unternehmen bis Anfang 2016 Geschäftsführerin. Als Begründung für ihren Ausstieg gab sie an, mit Politik, Familie und Firma überlastet zu sein. Auf der Website der PURinvent hieß es dazu, dass sich das Unternehmen „bereits Anfang 2016 von Petry getrennt“ habe, „keinerlei Verbindung zur AfD hält und auch nicht deren Standpunkte befürwortet“.
Drei Tage vor der Landtagswahl in Sachsen 2014 wurden durch Presseberichte Ermittlungen der Staatsanwaltschaft Leipzig wegen Insolvenzverschleppung gegen Petry bekannt. Petry selbst vermutete hinter der Anzeige und dem Bekanntwerden des Ermittlungsverfahrens kurz vor der Landtagswahl politische Motive. Sie sagte, der Insolvenzverwalter habe keine verspätete Anmeldung erkennen können. Die Staatsanwaltschaft fand keine Anhaltspunkte für eine Insolvenzverschleppung und stellte die Ermittlungen nach kurzer Zeit ein.

### Politische Karriere

#### Bundespartei

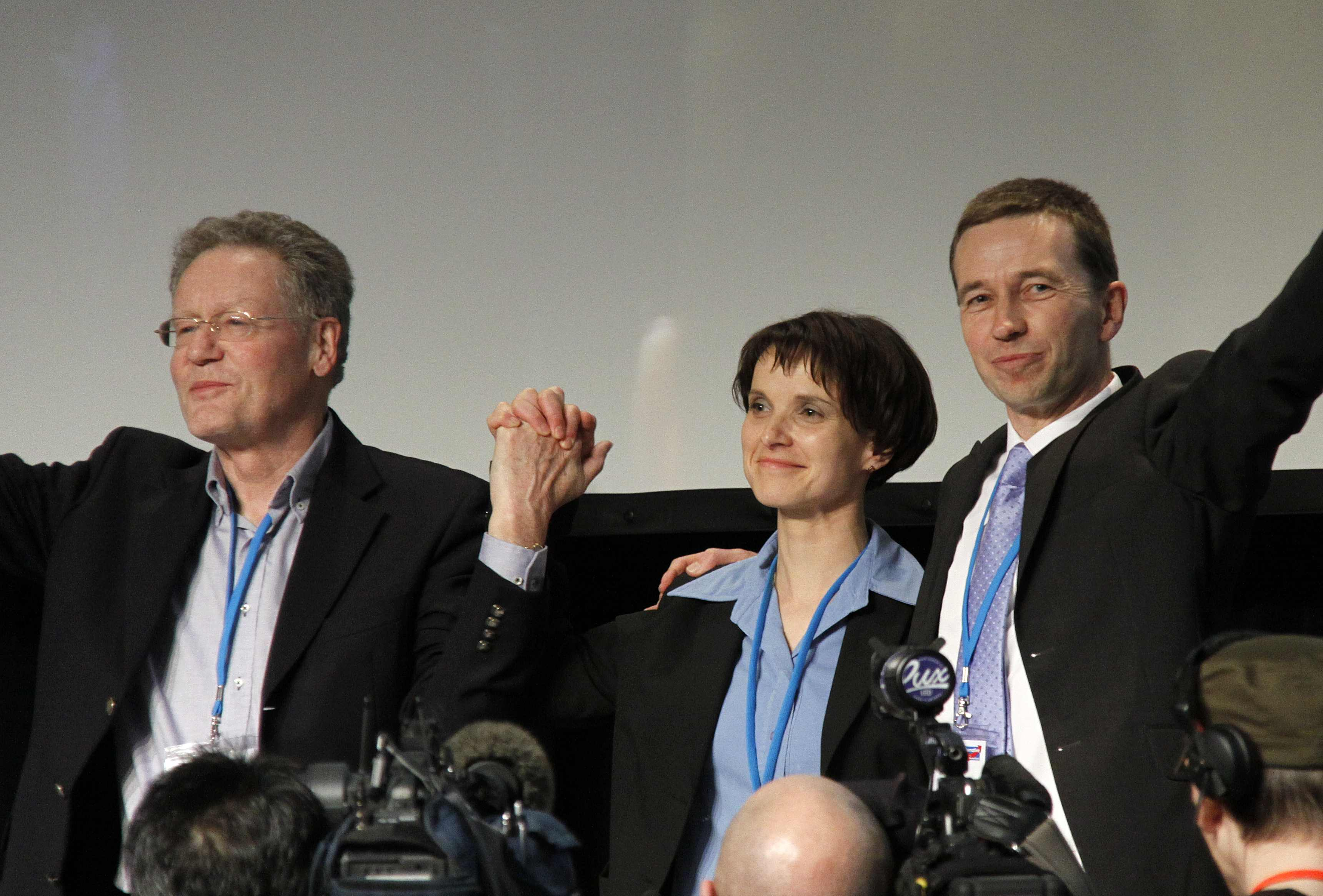
V.l.n.r: Parteisprecher Konrad Adam, Frauke Petry und Bernd Lucke auf dem Gründungsparteitag (2013)

Petry war anfangs Landesbeauftragte für Sachsen des Vereins zur Unterstützung der Wahlalternative 2013 um ehemalige CDU-Mitglieder. Seit der Gründung der Alternative für Deutschland (AfD) im Februar 2013 in Oberursel war sie deren stellvertretende Sprecherin.
Beim Gründungsparteitag der AfD am 14. April 2013 in Berlin wurde sie neben Bernd Lucke und Konrad Adam als eine von drei Sprechern in den Bundesvorstand gewählt, wobei Lucke und Petry in der Öffentlichkeit nach Meinung von Beobachtern am präsentesten waren.
Nach einem vorangegangenen innerparteilichen Machtkampf zwischen nationalkonservativen und wirtschaftsliberalen Kräften wurde sie im Juli 2015 auf dem außerordentlichen Bundesparteitag in Essen mit ca. 60 Prozent der Stimmen neben Jörg Meuthen als Bundessprecherin wiedergewählt. 
Im April 2017 erklärte sie kurz vor dem Bundesparteitag in Köln ihren Verzicht auf eine Spitzenkandidatur bei der Bundestagswahl 2017. Nach dem Parteitag beendeten die Spitzenkandidaten Alexander Gauland und Alice Weidel ihre Kommunikation mit Petry; diese bekundete im August 2017 ihre Gesprächsbereitschaft mit Weidel und Gauland. In der Woche vor der Bundestagswahl 2017 ging sie zu Gauland und Weidel auf Distanz und bekundete ihr Verständnis für Wähler, die über deren Äußerungen „entsetzt“ seien.
Politikwissenschaftler wie Lars Geiges, Stine Marg, Franz Walter, Gudrun Hentges, Jürgen W. Falter und Frank Decker verorteten sie spätestens seit 2015 als führende Protagonistin im nationalkonservativen Parteiflügel der AfD. Durch ihren Austritt aus der AfD Ende September 2017 verlor sie ihren Posten als AfD-Sprecherin des Bundesvorstandes, sodass Jörg Meuthen zu dessen alleinigem Sprecher wurde.
Anfang März 2021 äußerte Petry öffentlich, dass sie sich damals ab 2015 mehrfach mit dem Milliardär Henning Conle getroffen, verdeckte Spenden aber letztlich abgelehnt habe. Ihre Aussagen bestärkten die Annahme, dass die einzelnen Spendenaffären (von Meuthen, Pretzell, Reil und Weidel) in einem großen Zusammenhang stehen. Anfang April war Petry in der Sendung Chez Krömer zu Gast. Gastgeber Kurt Krömer fragte sie, warum sie erst so spät an die Öffentlichkeit gehe. Petry erwiderte, dass die Wirkung sich dennoch entfalte, und verwies auf ihr zu diesem Zeitpunkt noch nicht veröffentlichtes Buch. Es erschien mit dem Titel Requiem für die AfD in einem von ihrem Ehemann eigens zu diesem Zweck gegründeten Verlag. In dem Buch bezeichnet sie die AfD als „chaotische Protestpartei“, die ihren „inhaltlichen Anspruch“ seit ihrer (Petrys) Niederlage auf dem Kölner Parteitag 2017 verloren habe und die „von der Regierungsfähigkeit so weit entfernt wie nie“ sei, und erhebt Vorwürfe gegen Meuthen und Weidel, die Geld von Spendern für eigene Zwecke eingesetzt und sich damit erpressbar gemacht hätten. Zudem bezichtigt sie einzelne namentlich genannte Journalisten der „unsauberen Arbeit“.

#### Abgeordnetentätigkeit

##### Sächsischer Landtag
Petry war Sprecherin der AfD Sachsen. Vor der Bundestagswahl 2013 wurde sie mit 89,1 Prozent der Stimmen zur Spitzenkandidatin des Landesverbandes gewählt. Die Partei erhielt in Sachsen 6,8 Prozent der Zweitstimmen.
Bei der Landtagswahl in Sachsen 2014 war sie erneut Spitzenkandidatin. Sie trat als Direktkandidatin im Wahlkreis 23 (Leipziger Land 1) an und erhielt nach den Mitbewerbern der CDU, der Linken und der SPD 10,8 % der Erststimmen. Über die Landesliste bekam sie ein Mandat im 6. Sächsischen Landtag, wo sie einstimmig zur Fraktionsvorsitzenden der AfD gewählt wurde.
Sie war dort Mitglied im Haushalts- und Finanzausschuss. Nach ihrem Fraktionsaustritt gehörte Petry keinem Fachausschuss mehr an.
Am 26. September 2017 verließ sie zusammen mit dem parlamentarischen Geschäftsführer Uwe Wurlitzer und der stellvertretenden Fraktionsvorsitzenden Kirsten Muster die AfD-Fraktion und legte deren Vorsitz nieder. Zwei weitere Abgeordnete verließen in der Folge ebenfalls die Fraktion. Zusammen traten die nun fünf fraktionslosen Abgeordneten als Blaue Gruppe auf. Der sächsische Landtag kennt allerdings keinen Gruppenstatus, für eine Fraktion wären zwei weitere Abgeordnete nötig.
Bei der sächsischen Landtagswahl am 1. September 2019 trat Frauke Petry als Direktkandidatin für die von ihr initiierte Blaue Partei im Wahlkreis Sächsische Schweiz-Osterzgebirge 3 an. Sie erhielt mit 805 Stimmen rund 2 % und wurde somit nicht in den neuen Landtag gewählt. Die von ihr gegründete Blaue Partei erhielt in Sachsen landesweit 0,4 % der Stimmen.

##### Bundestag
Bei der Bundestagswahl 2017 gewann Petry das Direktmandat des Wahlkreises Sächsische Schweiz – Osterzgebirge und setzte sich dabei mit 37,4 % der Erststimmen deutlich gegen den langjährigen CDU-Wahlkreisabgeordneten Klaus Brähmig durch. Am Tag nach der Wahl kündigte Petry an, dass sie ihr Mandat nicht als Mitglied der Fraktion der AfD im Bundestag wahrnehmen wolle, sondern als Einzelabgeordnete, und griff vor allem Alexander Gauland für dessen Polemik am Wahlabend scharf an. Derartige Pläne, nicht der AfD-Fraktion anzugehören, gab es nach Angaben von Correctiv seit April 2017. Der AfD-Fraktionsvorsitzende im sachsen-anhaltischen Landtag, André Poggenburg, und Bundestagsspitzenkandidatin Alice Weidel forderten sie zum Parteiaustritt auf. Ende September 2017 trat sie aus der AfD aus, nachdem sie bereits vor der Bundestagswahl die Gründung einer neuen Partei (Blaue Partei) initiiert hatte.
Petrys Doppelmandat in Landtag und Bundestag stieß auf Kritik der Juristen Rupert Scholz (CDU) und Wolfgang Kubicki (FDP).
Nach der Wahl des FDP-Politikers Thomas Kemmerich zum thüringischen Ministerpräsidenten mit den Stimmen der AfD-Fraktion und dessen Rücktritt Anfang 2020 sprach Petry im Bundestag von einem „medialen Shitstorm von Links und Grün“. Da die CDU keinen eigenen Kandidaten ins Rennen geschickt habe, habe sie „eine Zuspitzung der Ränder“ erst ermöglicht. Mit Kemmerichs Rücktritt würden die Parteien das „Potenzial einer bürgerlichen Regierung“ vereiteln und damit nur Björn Höcke helfen. Während die AfD aktuell keine Strategie habe und stagniere, so Petry, werde „das unter Björn Höcke nicht mehr passieren“ und „Gott gnade diesem Land, was dann passiert“.
Nachdem die Blaue Partei ihre Auflösung zum Ende des Jahres 2019 beschlossen hatte, kündigte Petry an, sich nach Auslaufen ihres Bundestagsmandats 2021 aus der Politik zurückzuziehen.

#### Ankündigung einer Parteineugründung 2025
Im Mai 2025 kündigte Petry die Gründung einer neuen Partei an. In Vorbereitung habe sie den Verein Team Freiheit gegründet.

### Juristische Auseinandersetzungen

#### Unterlassungserklärung
Im Dezember 2015 musste Petry eine Unterlassungserklärung gegenüber der Technischen Universität Dresden abgeben. Petry hatte behauptet, die Universität habe ihren Mitarbeitern Disziplinarmaßnahmen angedroht, falls diese sich an Demonstrationen beteiligten, und dass ihr entsprechende Unterlagen vorlägen. Diese konnte sie jedoch nicht beibringen.

#### Strafverfahren
Im November 2015 sagte Petry vor dem Wahlprüfungsausschuss des Sächsischen Landtags aus. Es ging dabei um den Vorwurf ihres Parteikollegen Arvid Samtleben, er sei vor der Wahl von der Landesliste der Partei gestrichen worden, nachdem er sich geweigert hatte, der AfD einen Kredit zu gewähren. Petry behauptete dabei vor dem Ausschuss unter Eid und im Widerspruch zu den Aussagen von Parteikollegen, erst etwa ein Jahr nach der Wahl erfahren zu haben, wer tatsächlich Darlehen gewährt habe. Sie habe zudem nicht alle Verträge selbst unterschrieben. Der Linken-Politiker André Schollbach zeigte Petry daraufhin wegen Meineids an. Am 29. August 2017 hob der Sächsische Landtag Petrys Immunität auf, woraufhin die Staatsanwaltschaft Dresden ein Ermittlungsverfahren gegen sie einleitete und Anfang Oktober Anklage gegen sie erhob. Nach Annahme ihres Bundestagsmandats erhielt Petry erneut politische Immunität. Diese wurde am 18. Januar 2018 aufgehoben. Ende Oktober 2018 ließ das Landgericht Dresden die Anklage wegen Verdachts des Meineids zur Hauptverhandlung zu. Der Prozess gegen Petry begann am 18. Februar 2019 vor dem Landgericht Dresden. Anfang April 2019 verurteilte das Gericht sie wegen fahrlässigen Falscheids zu einer Geldstrafe von 6.000 Euro, ehe der Bundesgerichtshof im Jahr 2020 das Urteil aufhob und sie freisprach.
In einem weiteren Strafverfahren wird ihr vorgeworfen, für ihr Unternehmen eine Förderung für eine sogenannte Turn-Around-Beratung erhalten zu haben, obwohl diese allein der Vorbereitung und Begleitung ihrer Privatinsolvenz diente. In erster Instanz sprach das Amtsgericht Leipzig sie im Januar 2020 vom Vorwurf der Steuerhinterziehung und des Subventionsbetrugs frei. Im Berufungsverfahren wurde Petry am 12. Oktober 2021 vom Landgericht Leipzig wegen Subventionsbetrugs, Untreue und Steuerhinterziehung zu einer Geldstrafe von 150 (davon 30 aufgrund überlanger Prozessdauer wegen der Corona-Pandemie erlassenen) Tagessätzen à 75 Euro verurteilt, außerdem wurde die Einziehung von sogenanntem „Wertersatz“ in Höhe von 9.520 Euro verhängt. Ihr Ehemann und Verteidiger Marcus Pretzell kündigte Revision an.

#### Klage gegen Verlag
Im Frühling 2023 unterlag Petry in einer Klage gegen den Verlag Droemer Knaur. Das Oberlandesgericht Dresden entschied, nachdem Petry einen Vergleich widerrufen hatte, dass die Journalistin Melanie Amann ihr Buch Angst für Deutschland weiter verkaufen darf und nur einzelne Passagen zu Petry daraus entfernt werden müssen. Petry erhielt keine ihrer geforderten Entschädigungen.

### Sonstiges
Petry engagierte sich ehrenamtlich in einem Kreativschulzentrum, das Lehrkräfte in Südafrika unterstützt.
Für ihre „erfolgreiche Existenzgründung in einer männerdominierten Branche“ erhielt sie 2011 den Gründerinnenpreis des Landes Sachsen. Sie amtierte 2012 auch als Jurorin des Preises.

## Politische Positionen

### Migrationspolitik, Asylrecht, Kriminalitätsbekämpfung und EU
In einem Interview mit der Thüringischen Landeszeitung forderte Petry 2013 weniger Macht für die Europäische Union und beklagte eine Entdemokratisierung Europas. Für „wirklich politisch Verfolgte“ müsse das Asylrecht weiter gelten und diesen auch ein Recht auf Arbeit eingeräumt werden, während für die „Mehrheit“, die „Wirtschaftsflüchtlinge“, eine „klare gesetzliche Regelung“ getroffen und die Einwanderung „nach unserem Bedarf“ geregelt werden müsste. Beim Recht auf Arbeit für Flüchtlinge forderte Petry 2014 eine Einschränkung durch eine Vorrangprüfung (also den Nachweis, dass die gleiche Arbeitsstelle nicht mit einem EU-Bürger besetzt werden kann).
In einem Interview mit dem Mannheimer Morgen sagte Petry Ende Januar 2016, Grenzpolizisten müssten den illegalen Grenzübertritt verhindern und im äußersten Notfall („Ultima Ratio“) auch von der Schusswaffe Gebrauch machen. So stehe es im Gesetz über den unmittelbaren Zwang bei Ausübung öffentlicher Gewalt durch Vollzugsbeamte des Bundes. Die Forderung wiederholte sie auch in einem Interview mit der Rhein-Zeitung, wovon auch Tonaufnahmen existieren. Ihrer Interpretation der Gesetzeslage widersprach unter anderem die Gewerkschaft der Polizei. Laut dem Staatsrechtler Christoph Schönberger ist der Einsatz von Schusswaffen durch Polizisten an der Grenze „allenfalls theoretisch“ vorstellbar. Ein Schusswaffeneinsatz wäre unverhältnismäßig, wenn eine unbewaffnete, nicht aggressive Person versuche, in die Bundesrepublik hineinzukommen. Das Gesetz habe die Konstellation vor Augen, dass eine Person sich systematisch der Kontrolle entziehe. Der Journalist Jakob Augstein verwies auf ein Urteil des Bundesgerichtshofs aus dem Jahr 1988, nach dem der Schusswaffengebrauch an der Grenze nur angesichts von „besonders gefährlichen Tätern“ legal ist.
Im Januar 2017 unterstellte Petry bei einem Treffen europäischer Rechtspopulisten den europäischen Regierungen, „den freien Menschen“ zu bekämpfen. „Die heutige Gehirnwäsche“ sei viel smarter als die einstige sozialistische Propaganda. Sie forderte „politischen Widerstand“ gegen Merkels „katastrophale“ Politik einer „unkontrollierte[n] Umschichtung der Bevölkerung“. Der Politikwissenschaftler Steffen Kailitz bescheinigte Petry, sie habe „Positionen der identitären Rechten in nur leicht variierter Form (z. B. ‚politischer Widerstand‘ statt ‚Widerstand‘ und ‚Umschichtung‘ statt ‚Austausch‘)“ artikuliert und vertrete einen „softe[n] Rechtsextremismus“.
Zur verlorenen Präsidentschaftswahl in Frankreich 2017 von Marine Le Pen vom Front National sagte Petry: „Marine Le Pen ist trotz massiver Anfeindungen ein beeindruckendes Wahlergebnis gelungen, zu dem ich herzlich gratulieren möchte, auch wenn es am Ende leider nicht für den Sieg gereicht hat“.
Petry kommentierte die Aufmärsche Rechter und Rechtsextremer in Chemnitz Ende August 2018, die zu Gewalttätigkeiten geführt hatten, dahingehend, dass bei der öffentlichen Diskussion über die Ausschreitungen „Ursache und Wirkung verwechselt“ worden seien, denn es habe ja „eine Mordtat davor“ gegeben. Es könne zwar niemand gutheißen, wenn Menschen, „Ausländer oder nicht“, angegriffen würden, aber es gebe, so Petry, „auch das legitime Bedürfnis, eine so brutale Tat in einer Versammlung zu thematisieren.“ Sie schlug einen Runden Tisch in Chemnitz vor, an den „alle Gruppen ran[müssten]“, und zwar „auch von ganz links und ganz rechts“.
Den UN-Migrationspakt lehnt Petry ab und warf der „UNO unter Generalsekretär Guterres“ vor, dass diese „ganz offen weltweite Umsiedlung und Entwurzelung“ propagiere.

### Haltung zum Antisemitismus
In einem Interview mit einer israelischen Tageszeitung im April 2016 sprach sich Petry gegen Antisemitismus und Kritik an Israel aus. Positiv hob sie besonders die Sicherheitspolitik und Grenzkontrollen Israels hervor. In Deutschland, so Petry, rede man von „wehrhafter Demokratie“, öffne dann aber die Grenzen. Die Politikwissenschaftler Marc Grimm und Bodo Kahmann bewerten diese positive Referenz Petrys auf Israel, wie sie auch bei anderen europäischen Rechtspopulisten zu beobachten sei, als taktisch bedingt, da sie damit bezwecke, „die migrationsfeindliche Politik der AfD gegen Kritik [zu] immunisieren“. Die israelische Politik werde von ihr als Argument für eine Schließung der deutschen Grenzen verwendet; Petrys „Parallelisierung der Sicherheitssituation Deutschlands und Israels“ bezeichnen sie als „absurd“. Zudem habe Petry auch 2016 in der Auseinandersetzung um die antisemitischen und antizionistischen Traktate des baden-württembergischen AfD-Abgeordneten Wolfgang Gedeon es vermieden, dessen Positionen als „nicht mit der AfD vereinbar auszuweisen“.

### Bevölkerungspolitik und Abtreibung
Berichten der Neuen Osnabrücker Zeitung und der Neuen Westfälischen Zeitung zufolge sagte Petry 2014, sie könne sich eine Volksabstimmung über eine Reform des § 218 StGB (Schwangerschaftsabbruch) vorstellen. Eine Änderung könne auch ein Mittel gegen die Geburtenarmut in Deutschland sein. Die Politik habe eine Eigenverantwortung, das „Überleben des eigenen Volkes“ sicherzustellen. Wünschenswert sei, dass eine deutsche Familie drei Kinder habe. Ein Parteisprecher bestätigte, Petry habe erklärt, ihre Partei befürworte Volksentscheide zu Kernthemen wie Zuwanderung, Währung und einer Reform der Europäischen Union. Petry persönlich könne sich auch ein Referendum über eine Reform des Abtreibungsrechts vorstellen, darüber gebe es allerdings keinen Parteibeschluss. In einem Interview mit dem Handelsblatt bestritt sie, eine Volksabstimmung in der Abtreibungsfrage persönlich gefordert zu haben, es handele sich vielmehr um eine „Zeitungsente“. Die Abtreibungsfrage sei als Beispiel für mögliche Volksabstimmungen in einem Hintergrundgespräch genannt worden.

### Frauentag, Frauen und Männer in der Arbeitswelt, Frauenquote
Im Jahr 2011 wurde die Unternehmerin Petry anlässlich des Internationalen Frauentages als „Verfechterin einer Frauenquote in der Wirtschaft“ porträtiert. Der Frauentag sei gerade für sie als 1975 in Dresden geborene Frau wichtiger als für ihren Ehemann, der aus Nordrhein-Westfalen stamme: „Man braucht solch ein Datum, damit das Thema Gleichberechtigung auch gedanklich mal in den Mittelpunkt rückt.“ Petry kritisierte eine „doch weiterhin männlich geprägt[e]“ Arbeitswelt. Einen männlichen Unternehmer frage die Bank nie, wie er seine Kinder betreue, sie hingegen schon: „Mit welcher Begründung?“ Petry kritisierte, dass Arbeitszeiten weiterhin meistens von Männern festgelegt würden. Männer seien „stolz auf Überstunden“, wobei aber nicht berücksichtigt werde, ob sie dabei auch effizient arbeiten würden. Im November 2014 hielt Petry eine Frauenquote für Unternehmen nicht mehr für den „richtige[n] Weg zur Erreichung echter Gleichberechtigung“.

### Klimawandel
Petry leugnet den menschengemachten Klimawandel. 2025 behauptete sie "Menschen machen kein globales Klima" und sprach abwertend von "Überhitzungsschallplatte" und "Klima-Heinis".  Sie lehnt Anstrengungen zur Begrenzung der Erderwärmung ab und ist der Ansicht, dass – obwohl es „keine wissenschaftlichen Beweise“ gebe, wie sie behauptet – „für den vermeintlichen Klimaschutz die Gesellschaft zwanghaft umgestaltet“ werde.

### COVID-19
Im Oktober 2020 während der COVID-19-Pandemie erhielt Petry im Bundestag einen Ordnungsruf, da sie bei einer Sitzung entgegen der in Gebäuden des Bundestags geltenden Maskenpflicht auf dem Weg zum und vom Rednerpult keine Mund-Nasen-Bedeckung trug.
Im Februar 2023 teilten Petry und Pretzell mit, juristische Klage gegen den BioNTech-Vorstand Uğur Şahin zu erheben, da dieser, so Petry und Pretzell, falsche Informationen zum Impfschutz verbreitet und Geimpfte nicht ordnungsgemäß aufgeklärt habe.

## Politische Einordnung und Kritik
Die Soziologen Jasmin Siri und Andreas Kemper bezeichneten Petry wegen ihrer Positionierung seit ihrer Tätigkeit als AfD-Politikerin als Antifeministin. Sabine Hark und Paula-Irene Villa differenzierten dahingehend, dass es Petry nicht um einen historischen Antifeminismus gehe, sondern um eine Mobilisierung gegen das Gender-Konzept.
Der Sozialwissenschaftler Alexander Häusler warf Petry 2015 bisweilen „rechtsradikales Vokabular“ vor. So spreche sie bei Gegendemonstranten von „Antifanten“, ein Wort, das in „rechtsextremen Kreisen als Schmähwort für Demonstrierende der Antifa“ gelte.
Petry schlug vor, den von der völkischen Bewegung geprägten und im Nationalsozialismus verwendeten Begriff völkisch „wieder positiv besetzt“ zu verwenden, und stritt seinen rassistischen Gehalt ab, was von Politikwissenschaftlern kritisiert wurde. 2021 bekannte Petry in ihrem Buch Requiem für die AfD, dass sie sich bei ihrer damaligen Verteidigung des Begriffs völkisch „inhaltlich verrannt“ habe.

## Auszeichnungen
- 2007 Science4Life Venture Cup[113][114]
- 2008 Phase 2 beim Gründerpreis FutureSAX
- 2008 ugb Gründerpreis der Sparkasse Leipzig
- 2008 IQ Innovationspreis Mitteldeutschland der Wirtschaftsinitiative für Mitteldeutschland
- 2009 Darboven IDEE-Förderpreis[115][116][117]
- 2011 Sächsischer Gründerinnenpreis des Sächsischen Staatsministeriums für Soziales und Verbraucherschutz[8][83]
- 2012 Verdienstmedaille des Verdienstordens der Bundesrepublik Deutschland (wg. „Courage und Tatkraft im Bereich Forschung und Entwicklung“)[19][118]

## Publikationen
- Frauke Petry: Requiem für die AfD. Maloony, Delitzsch 2021, ISBN 978-3-9823047-0-0.
- Paultheo von Zezschwitz, Frauke Petry, Armin de Meijere: A One-Pot Sequence of Stille and Heck Couplings: Synthesis of Various 1,3,5-Hexatrienes and Their Subsequent 6π-Electrocyclizations. In: Chemistry – A European Journal, 2001, Vol. 7, Nr. 18, S. 4035–4046, doi:10.1002/1521-3765(20010917)7:18<4035::AID-CHEM4035>3.0.CO;2-P, PMID 11596946.
- Frauke Petry, André Kotthaus, Karen I. Hirsch-Ernst: Cloning of human and rat ABCA5/Abca5 and detection of a human splice variant. In: Biochemical and Biophysical Research Communications, 2003, Vol. 300, Nr. 2, S. 343–350. doi:10.1016/s0006-291x(02)02827-9
- Frauke Petry, Vera Ritz, Cornelia Meineke, Peter Middel, Thomas Kietzmann, Christoph Schmitz-Salue, Karen I. Hirsch-Ernst: Subcellular localization of rat Abca5, a rat ATP-binding-cassette transporter expressed in Leydig cells, and characterization of its splice variant apparently encoding a half-transporter. In: Biochemical Journal, 2006 Vol. 393, Nr. 1, S. 79–87. doi:10.1042/BJ20050808
- Ines Ecke, Frauke Petry, Albert Rosenberger, Svantje Tauber, Sven Mönkemeyer, Ina Hess, Christian Dullin, Sarah Kimmina, Judith Pirngruber, Steven A. Johnsen, Anja Uhmann, Frauke Nitzki, Leszek Wojnowski, Walter Schulz-Schaeffer, Olaf Witt et al.: Antitumor effects of a combined 5-aza-2'deoxycytidine and valproic acid treatment on rhabdomyosarcoma and medulloblastoma in Ptch mutant mice. In: Cancer Research, 2009, Vol. 69, Nr. 3, S. 887–895, doi:10.1158/0008-5472.CAN-08-0946, PMID 19155313.

## Dokumentarfilme
- Frauke Petry – Aufstieg, Fall und jetzt?, WDR Fernsehen 2019, (Ein Film von Wolfgang Minder)
- Frauen in Landschaften. 2023 (Regie und Buch: Sabine Michel)[119]